# Allée couverte de la Pierre-Folle (Commequiers)

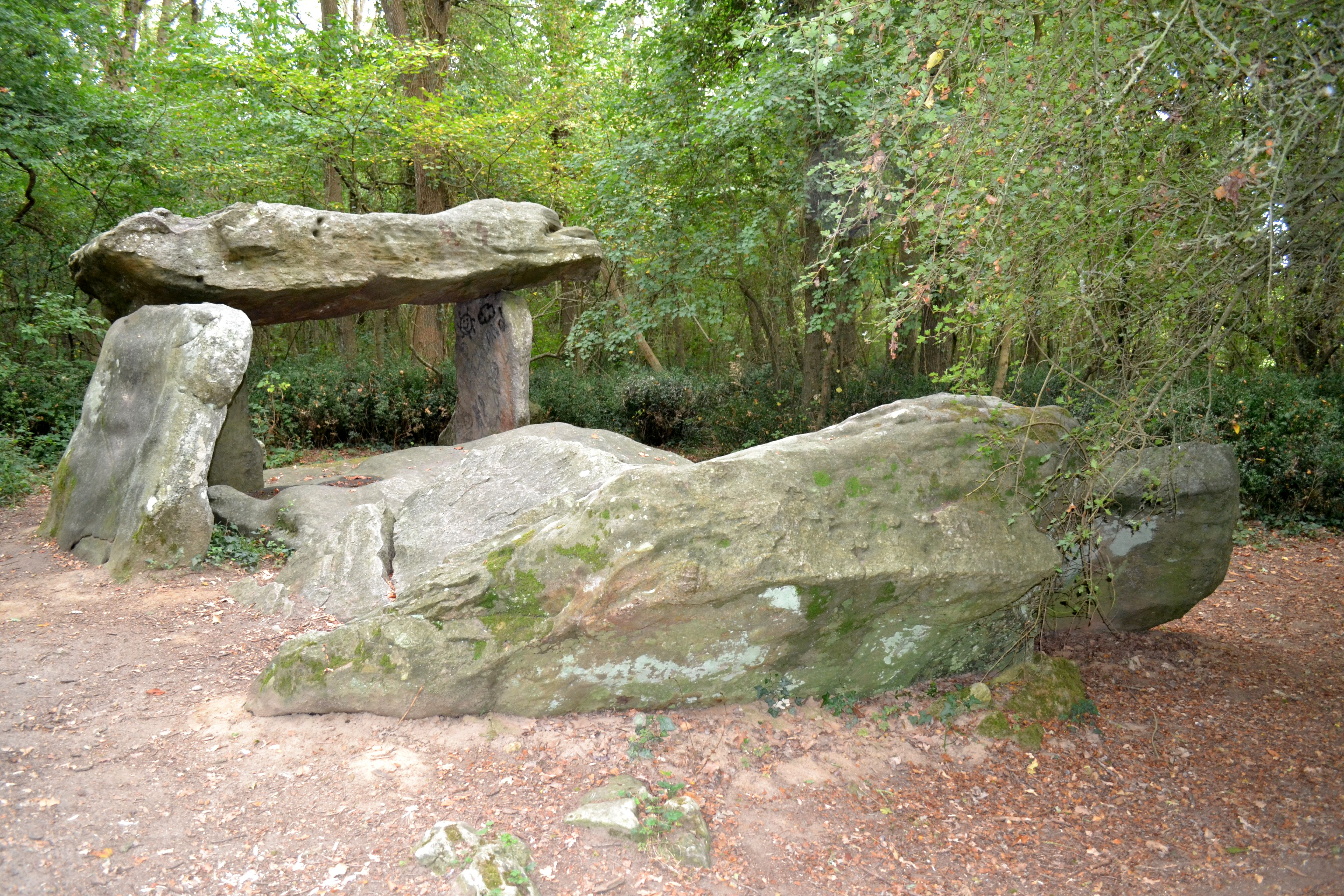
Allée couverte de la Pierre-Folle

Die Allée couverte de la Pierre-Folle (auch Dolmen des Pierres Folles genannt) ist ein Dolmen vom Typ angevin in Commequiers im Département Vendée in Frankreich. Dolmen ist in Frankreich der Oberbegriff für neolithische Megalithanlagen aller Art (siehe: Französische Nomenklatur). 
Der Dolmen ist kürzlich zusammengebrochen. Nur drei Tragsteine einer Seite stehen noch in situ. Der gegenüberliegende Seitenstein ist umgestürzt. Der Deckstein liegt schräg auf der Steinreihe. Die über zwei Meter hohe Kammer war rechteckig und maß etwa 5,0 × 3,0 Meter. Der Zugang lag im östlichen Teil des Dolmens, der am besten erhalten ist. Der Rest der Steine ist ein wirres Durcheinander, obwohl die Ursprünge noch auszumachen sind.
An verschiedenen Stellen sind Schälchen (französisch cupules) zu finden. Darunter ist auch eine etwa 3,0 cm tiefe fußförmige Eintiefung auf dem Deckstein. Dieser etwa 19 cm lange Abdruck wird Spur der Jungfrau (französisch Pas de la Virgin) genannt. Auf einem Felsstück etwa 2,0 Meter östlich des Pas de la Virgin ist der sogenannte „Finger des Teufels“ eingraviert. Der Platz leidet unter Vandalismus.